# Zirkelschluss
Ein Zirkelschluss, Zirkelbeweis, logischer Zirkel, Kreisschluss oder auch Hysteron-Proteron (aus altgriechisch ὕστερον πρότερον hýsteron próteron, wörtlich „das Spätere [ist] das Frühere“), ist ein Beweisfehler, bei dem die Voraussetzungen des zu Beweisenden schon enthalten sind. Es wird also behauptet, eine Aussage durch Deduktion zu beweisen, indem die Aussage selbst als Voraussetzung verwendet wird. Er wird auch als lateinisch circulus vitiosus ‚fehlerhafter oder verkehrter Kreis‘ oder Teufelskreis bezeichnet.
Davon ist jedoch der Teufelskreis im Sinne der Systemtherapie als sich selbst verstärkendes Feedback-Muster in der Kommunikation zu unterscheiden. Als hýsteron próteron wird mittlerweile eine vom Zirkelschluss unterscheidbare rhetorische Figur bezeichnet. Der verwandte Fall einer selbstbezüglichen Definition wird unter idem per idem behandelt. In einer bestimmten Bedeutung ist die Petitio Principii ein Sonderfall des Zirkelschlusses, bei dem das Zugeständnis der vorausgesetzten Aussage im Ablauf eines dialogischen Arguments nachträglich, oft versteckt in einer allgemeineren These, gefordert wird.

## Weitere Einzelheiten
Beim Zirkelschluss wird eine These in einem Argument durch Schlussfolgerung aus Prämissen abgeleitet, deren Gültigkeit ebenso fragwürdig ist wie die der These, auch wenn sie glaubwürdiger klingen oder den Eindruck erwecken, unabhängig von der Akzeptanz der These gültig zu sein. Dies stellt eine Verletzung des Satzes vom zureichenden Grunde dar. Der Selbstbezug kann auch über mehrere Stufen geschehen, sodass der Zirkelschluss dem unvorsichtigen Betrachter, oder gar dem Urheber selbst, verborgen bleibt.
Zirkelschlüsse sind nur irrtümlich eine legitime Form des logischen Schließens; der logische Zirkel ist der fünfte der Fünf Tropen des Agrippa und Element des Münchhausen-Trilemmas. Wird er in der Eristik oder Elenktik eingesetzt, so handelt es sich um einen Spezialfall der Petitio Principii.

### Beispiele
Die Bibel ist Gottes Wort, denn es steht geschrieben „alle Schrift ist von Gott eingegeben“.
Dieses Argument zitiert den 2. Brief an Timotheus  aus dem Neuen Testament; da das Neue Testament ein Teil der christlichen Bibel ist, wird also die Autorität der Bibel durch ein Bibelzitat begründet. Die Bibel zieht damit ihre Autorität als Gotteswort aus sich selbst. Zudem handelt es sich bei dem Zitat nur um ein Argumentum ad verecundiam, da es aus einem speziellen Brief des Apostels Paulus stammt, also eine logisch nicht zwingende rhetorische Figur. Somit könnte man zwar den Standpunkt vertreten, die Begründung sei nicht selbstbezüglich: Der Kanon der christlichen Bibel bestand noch nicht, als Paulus den 2. Timotheusbrief schrieb. Aber demnach hätte der Verfasser des Briefes mit „aller Schrift“ vermutlich den Tanach gemeint.
Molières Mediziner
Molière verspottete in einer seiner Komödien treffend diese Art von logischen Fehlern: Der Vater einer stummen Tochter möchte wissen, warum seine Tochter stumm ist. „Nichts einfacher als das“, antwortet der Arzt, „das hängt vom verlorenen Sprachvermögen ab.“ „Natürlich, natürlich“, entgegnet der Vater, „aber sagen Sie mir bitte, aus welchem Grunde hat sie das Sprachvermögen verloren?“ Darauf der Arzt: „Alle unsere besten Autoren sagen uns, dass das vom Unvermögen abhängt, die Sprache zu beherrschen.“
Sich selbst bestätigender Zeuge
„Wenn beispielsweise ein Gericht feststellt, ein Zeuge sei glaubwürdig, sich dabei aber nur auf die Aussagen des Zeugen selbst bezieht, um dessen Glaubwürdigkeit es gerade geht, so liegt zumindest der Verdacht nahe, dass hier das Urteil über die Glaubwürdigkeit des Zeugen schon gefällt war, bevor seine Aussage näher in Betracht gezogen wurde.“ (Joerden: Logik im Recht)
Ein Loch ist im Eimer (Sich selbst voraussetzende Handlung)
Das Volkslied Ein Loch ist im Eimer beschreibt eine Problemlösung, die über mehrere Schritte schließlich voraussetzt, dass es bereits gelöst sei.

## Einzelbelege
1. ↑   Brockhaus. Weltbildverlag, 2005.
2. ↑  Jan C. Joerden: Logik im Recht. 2. Auflage. Springer, 2010, ISBN 978-3-642-01448-2, S. 364.